# Jordanita cognata
Jordanita cognata là một loài bướm đêm thuộc họ Zygaenidae. Nó được tìm thấy ở miền bắc Algérie và miền tây Tunisia.
Chiều dài cánh trước là 14-17,5 mm đối với con đực và 10,5-11,5 mm đối với con cái. Con trưởng thành bay từ tháng 4 đến tháng 5.